# Dželaludin Muharemović
Dželaludin Muharemović (Sarajevo, 23 marzo 1970) è un allenatore di calcio ed ex calciatore bosniaco, di ruolo centrocampista.

## Palmarès

### Giocatore

#### Club
- Campionato bosniaco: 2

1997-1998, 2000-2001
- Coppa di Bosnia: 3

1999-2000, 2000-2001, 2002-2003

#### Individuale
- Capocannoniere della Premijer Liga: 1

2000-2001 (31 reti)